# École des mousses
L'École des mousses (autrefois constituante avec l'École de maistrance pont des « Écoles préparatoires du Pont ») est une école militaire française de la Marine nationale située à Brest.

## L'histoire de l'École des mousses

### Les origines
Une ordonnance du 12 novembre 1822 réorganise le corps des équipages de ligne, elle prévoit notamment l'incorporation de jeunes garçons de 12 à 14 ans, enfants de marins, de pupilles de la Nation ou ouvriers de marine, dont la seule condition d'engagement est d'être « sain de corps et vacciné » ; les parents s'engagent à ne pas les retirer avant l'âge de 18 ans, sous peine de rembourser les frais de leur instruction et de leur entretien.
L'ordonnance du 28 mai 1829 structure la formation des mousses, en fixant le programme d'instruction. Les deux compagnies de Brest et Toulon se composent chacune d'une centaine de mousses, celle de Rochefort de soixante, celle de Cherbourg et Lorient de cinquante. Pour leur instruction, ils suivent, avec les apprentis marins les leçons de lecture, d'écriture et de calcul organisées alors pour tout le personnel des équipages de ligne, ainsi qu'une formation professionnelle (maritime et militaire). Les mousses participent avec leur compagnie à l'armement des corvettes, des frégates ou des vaisseaux. À 16 ans, ils peuvent continuer leur formation en tant qu'apprentis marins en contractant un engagement volontaire ; à défaut, ils peuvent être gardés dans les compagnies jusqu'à 18 ans. Certains estiment que la création de ces compagnies de mousses résulte en grande partie d'un motif humanitaire.
Le 1er mars 1832 est créée la 1re compagnie de mousses de Brest sous le commandement du lieutenant de vaisseau Le Borgne. D'un effectif de 100 mousses, elle est installée à La Cayenne (caserne des marins) à Recouvrance avec l'équipage de ligne. Plus tard, le 12 janvier 1835, une 2e compagnie de mousses est formée dans ce port sous le commandement du lieutenant de vaisseau Magre. Cette compagnie est installée aux Capucins, couvent construit à partir de 1695 sur les terrains qu'occupent actuellement les ateliers des machines de l'arsenal. Ce couvent, attribué à la Marine en 1801, a servi de casernement à l'école des apprentis canonniers.
En 1835, les compagnies de mousses de Rochefort et Lorient sont supprimées en même temps que les équipages de ligne de ces ports. Deux autres compagnies voient le jour à Toulon.

### La création officielle de l'École des mousses
C'est un décret de Napoléon III, du 5 juin 1856, qui fonde l'École des mousses, en retirant les mousses des équipages de ligne et en les regroupant tous sur un navire école. Le premier de la série sera la frégate Thétis, avec laquelle le comte Louis Antoine de Bougainville avait fait sa circumnavigation.

### Les vaisseaux école de l’École des mousses
Avant la création officielle de l'école, les mousses embarquent sur le brick Lyonnaise en 1835, suivi de la corvette La Moselle, renommée L'Abondance de 1835 à 1850. Il y aura ensuite :
- la Thétis de 1856 à 1861 ;
- L'Inflexible de 1861 à 1876 ;
- l'Austerlitz de 1876 à 1894 ;
- le Bretagne III de 1894 à 1909 ;
- le Mytho, rebaptisé Bretagne en 1909 puis Armorique en 1912.

Il se crée alors un « groupe Armorique » avec des navires annexes :
- le Magellan annexe de 1908 à 1923,
- le Montcalm, renommé le Tremintin le 26 septembre 1934 de 1925 à 1940,
- le Jean Bart, renommé l'Océan de 1940 à 1944.

Durant la Première Guerre mondiale, les mousses et leur encadrement intègrent la première brigade de fusiliers marins. Engagés dans la bataille de Dixmude, beaucoup y périssent.
L'Armorique reste École des mousses jusqu'en 1940, mais alors que les troupes allemandes approchent, les mousses embarquent en catastrophe sur le cuirassé Paris pour un périple passant par l'Angleterre, le Maroc, l'Algérie puis Toulon, où ils se regroupent à bord de l'Océan.

### L'École des mousses à terre
À la Libération, mission est confiée au capitaine de frégate Paul Le Coz (lui-même fils de mousse, Jean-Louis Le Coz, né en 1862, qui terminera sa carrière comme officier principal des équipages) de réorganiser l'École des mousses et celle de maistrance pont sur le site du château du Dourdy, à Loctudy, dans le Finistère sud.
En septembre 1960, l'école revient à Brest et occupe les bâtiments de l'ancienne École navale, dans le quartier de Saint-Pierre-Quilbignon. Le recrutement se fait dans la France entière. Pour postuler, il faut posséder le certificat d'études primaires ou le niveau de sortie d’une classe de quatrième ou de troisième. Les dossiers sont examinés par une commission. Les candidats subissent des examens médicaux, psychologiques et scolaires. 
L'école compte alors trois compagnies de 180 mousses chacune, composée de 6 sections de 30 mousses, encadrées par 6 seconds maîtres chefs de section. Une section comprend deux escouades. Le capitaine de compagnie, un lieutenant de vaisseau, est assisté par un maître principal, adjudant de compagnie et un premier maître chargé de la planification des cours. La 4e compagnie, moins nombreuse, appelée aussi CPM (cours préparatoire à maistrance), prépare les mousses les plus capables et motivés à être admis à l'École de maistrance. 
Une promotion dure 10 mois, de septembre à juin, sensiblement équivalente à la durée d'une année scolaire avec normalement l'obtention du diplôme national du brevet pour les élèves qui ne le posséderaient pas préalablement à leur admission.  
À leur incorporation, les élèves contractent un engagement dans la Marine de cinq ans à compter de leur sortie de l'école. La moitié du temps est consacrée à la formation militaire, maritime, sécurité et sportive, complétée par des sorties à la mer sur les bâtiments de la Marine nationale (Belle Poule, l'Étoile, le Mutin, l'Hortensia et l'Œillet). L'autre moitié du temps est réservé aux études scolaires avec des enseignants civils détachés par l'Éducation nationale.
Créée en 1834, l'École des mousses ferme ses portes le 15 juillet 1988, après 154 ans. L'enseignement n'était en effet plus adapté aux récentes évolutions technologiques du monde militaire. Une évocation historique de la prestigieuse école est lue par leur dernier directeur.
Son drapeau, remis le 11 novembre 1958 à Brest des mains du délégué du ministre des Armées, est confié à la fermeture de l'école en 1988 à la garde de l'École de maistrance. Le drapeau de l'École des mousses est titulaire de la croix de la Légion d'honneur, des croix de guerre 1914-1918, 1939-1945 et TOE (Théâtres d'opérations extérieurs).

### La renaissance de l’École des mousses
En septembre 2009, l'École des mousses renaît. Elle accueille une nouvelle promotion à Brest. 150 mousses y suivent une formation de 10 mois, dans le but de se voir proposer un engagement en fin de scolarité. Le 10 octobre 2009, l'École des mousses récupère la garde de son drapeau. Honorant cette cérémonie de sa présence, c'est le contre-amiral Hervé Vautier, entré à l'École des mousses le 22 mars 1965, qui remet le prestigieux drapeau à sa garde d'honneur. 
L'actuelle école a pour mission de former des jeunes engagés de 16 à 18 ans et d'un niveau de classe de troisième pour qu'à la fin de cette formation, les mousses puissent suivre une formation élémentaire d'un métier qui leur permettra d'intégrer l'équipage d'un bâtiment ou d'une base à terre. L'école leur permet d'acquérir des qualités et des valeurs morales, une bonne condition physique et un niveau scolaire suffisant pour leur permettre d'envisager de faire carrière dans la Marine nationale.
Le 14 juillet 2010, l'École des mousses ouvre le traditionnel défilé sur les Champs-Élysées. Son parrain est alors l'acteur Bernard Giraudeau, qui meurt trois jours plus tard.
En septembre 2016, une troisième compagnie de mousses est formée à Cherbourg , afin de porter les effectifs à 220, et former davantage de mousses aux spécialités de la restauration. Elle reçoit son fanion le 3 octobre des mains du chef d’État-Major de la Marine, l'amiral Christophe Prazuck. À la rentrée 2023-2024, cette compagnie de mousses quitte Cherbourg pour rejoindre Brest, et fusionne avec les 2 compagnies déjà présentes au Centre d'Instruction naval, portant à 248 le nombre de mousses.

## La formation d'aujourd'hui
La formation dure 10 mois, de septembre à juin. Les mousses sont répartis en deux compagnies et 8 sections.
Une section, regroupant entre 25 et 30 mousses, est encadrée par un chef de section, officier marinier.
Elle est structurée en trois temps :
- un premier mois d'incorporation et d'intégration, où les mousses font leurs classes ;
- un tronc commun de 6 mois ;
- une voie d'approfondissement métier de 8 semaines.

### Le tronc commun
Les deux premiers trimestres sont consacrés à un tronc commun pendant lequel les mousses vont suivre :
- des cours académiques : anglais, français, mathématiques, histoire et géographie ;
- une formation maritime : manœuvre et navigation, sécurité incendie, compartimentage... ;
- une formation militaire : ordre serré, instruction au tir d'armes légères, aguerrissement.

En parallèle, ils embarqueront sur des voiliers de tradition de la marine (La Grande Hermine, le Mutin, l’Étoile et la Belle Poule) et du patrimoine maritime français (Belem, Étoile Molène, Le Renard), et visiteront de nombreuses unités de la marine (navires de guerre, sous-marins, bases aéronavales) pour découvrir les différents métiers qui leur sont ouverts.

### La voie d'approfondissement métier
À l'issue de ces deux trimestres, ils sont ensuite orientés dans une voie d'approfondissement les menant à l'un des métiers suivants :
- Matelot Restauration (MoRestau) ;
- Matelot Fusilier-Marin (MoFusil) ;
- Matelot Opérations Systèmes de Combat (MoSDC) ;
- Matelot Maintenance Aéronautique (MoMaintae) ;
- Matelot Machine (MoMach) ;
- Matelot Pont (MoPont) ;
- Matelot Pont d'envol (MoPontvol) ;
- Matelot Système d'Informations et de Télécommunication (MoSIC) ;
- Marin pompier (Marpo) ;
- Secrétaire ;(Mo Bureau)
- Opérateur sécurité navire (SecNav) ;
- Guetteur-Sémaphorique ;

Cette orientation se fait aux résultats, en fonction des desiderata émis par les mousses, et des besoins de la marine nationale.

## Les traditions de l’École des mousses

### La devise
La devise de l'école des mousses est Mousse sois toujours vaillant et loyal.

### Le drapeau
Le drapeau est l’emblème qui symbolise à la fois la patrie et la personnalité morale de l’école des mousses. Il est le témoin de la gloire et des traditions de l'école. C'est le 4 avril 1958, par décision ministérielle d'Alain Poher, secrétaire d’État à la Marine, que l'École des mousses s’est vu attribuer son drapeau. Il lui a été remis le 11 novembre 1958 à Brest, rue de Siam, par M. Le Bigot, délégué ministériel à la Marine. À la fermeture de l'école, en 1989, il a été remis à la garde de l'École de maistrance. En 2009, le ministre de la Défense, Hervé Morin, restitue aux mousses leur drapeau, lors de l'inauguration de la réouverture de leur école, et remet à l'École de maistrance son propre drapeau.
Ce drapeau porte sur son avers « École des mousses » et sur son revers « Honneur et Patrie ».
Il arbore les décorations que l'école s'est vu décerner pour les actes de bravoure des mousses :
- La Légion d’honneur, que l'école des mousses s'est vu attribuer par décret du 16 juillet 1954,
- La croix de guerre 1914-1918, remise le 12 novembre 1922 avec la citation suivante à l’ordre de l’armée :

« L’école des apprentis marins de Brest a formé de nombreux contingents de marins dont l’esprit de devoir et de sacrifice s’est hautement manifesté soit à terre, soit à bord, au cours de la guerre de 1914-1918. »
- La croix de guerre 1939-1945, remise le 26 octobre 1951 dont la citation à l’ordre de l’armée de mer est ainsi rédigée :

« École de haute valeur maritime et militaire, a formé des générations de marins dont le courage, la discipline et le dévouement ont fait honneur aux traditions de la marine pendant la guerre 1939-1945 »
- La croix de guerre des théâtres d’opérations extérieurs, remise le 22 décembre 1955 avec la citation ci- après :

« l’École des mousses a fourni à la marine une élite de marins de carrière dont l’esprit de devoir et de sacrifice n’a cessé de se manifester au combat sur les théâtres d’opérations extérieurs ».
L’École des mousses a l'un des drapeaux les plus anciens et les plus décorés de la marine nationale.
Ce drapeau et sa garde (un officier marinier supérieur porte-drapeau, avec une garde de 5 mousses) participent aux grandes cérémonies de l'école (présentation au drapeau, défilé du 14 juillet, commémorations du 11 novembre).

### Les fanions
Chaque compagnie possède un fanion.
Il est arboré lors des assemblées et des cérémonies par le porte-fanion. Celui-ci est un mousse choisi parmi les plus méritants de la compagnie, armé d'un fusil d'assaut, portant le fanion à l'emplacement de la baïonnette.

### Les chefs de hune et gabiers d'élite
Selon une tradition remontant à l'époque de la marine à voile, au sein de chaque section de l'école (équivalent à une classe, de 25 à 30 mousses), sont nommés 3 mousses qui représentent leur section et sont les interlocuteurs privilégiés des cadres :
- Le chef de hune, le mousse le plus méritant de la section, qui arbore sur l'épaule droite un manchon de quartier-maître de deuxième classe (deux chevrons rouges), qui tient rôle de chef de section.
- Les gabiers d'élite, ses adjoints, au nombre de deux, chacun respectivement 2e et 3e plus méritants par demi-section, qui portent eux un manchon de matelot (un chevron rouge), qui tiennent rôle de chefs de demi-section.

### Les chants
Chaque compagnie a son chant, qu'elle entonne lors de ses déplacements, et lors des présentations aux drapeaux.
Les chants de compagnie de la 1re promotion sont Hé marin prends la barre pour la 1re compagnie et La Boulangère pour la 2e compagnie.
Les chants de compagnie de la 2e promotion sont La Boulangère pour la 1re compagnie et Hé marin prends la barre pour la 2e compagnie.
Le chant des compagnies de la 3e promotion est le même pour les deux compagnies, il s'agit de la Canonnade, rééditée de la Cavalcade.
Les chants de compagnie de la 4e promotion sont Le Chant des déportés pour la 1re compagnie et Pelot d'Hennebont pour la 2e compagnie.

## Les bateaux-écoles
Les mousses disposent d'un voilier de 15 mètres, Atout Chance, et d'un deuxième depuis 2024, le Vaillant, qui sont mis à leur disposition par la mécène de l'école et marraine de la promotion 2015, Léone Meyer.
Par ailleurs, ils sont formés à la manœuvre sur des bateaux d'instruction du CIN Brest, notamment des « Embarcations Drôme d'Instruction » (EDI) et des bateaux civils de type Merry Fisher.
Enfin, grâce encore à Mme Meyer, ils ont chaque année l'opportunité d'embarquer une semaine sur des vieux gréements du patrimoine maritime français, comme le Belem ou La Recouvrance.

## Le galon de mousse
Les mousses n'ont pas de galon pendant l'année de formation mais un manchon avec seulement l'ancre de marine. À la fin du cours, ils deviennent matelots brevetés équipage et portent sur leur manchon ou patte d'épaule un chevron de laine rouge ainsi que sur les manches de leur tenue de sortie un galon de laine rouge incliné. Ce premier galon est appelé « sardine » dans le jargon de l'école.

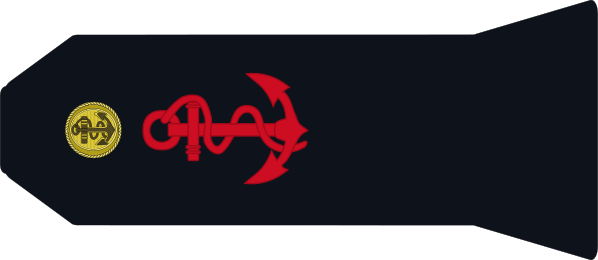
Patte d'épaule des mousses.

## Les promotions et leurs parrains/marraines
- Promotion Thétis (2009-2010) - Parrain Bernard Giraudeau
- Promotion Quartier maître Jules Saffray (2010-2011) - Parrain : Erik Orsenna
- Promotion  Matelot Guillaume Marteville (2011-2012) - Marraine : Jacqueline Tabarly
- Promotion Matelot Bernard Maitre (2012-2013) - Parrain : Jacques Perrin
- Promotion Second Maitre Joseph Kerleroux (2013-2014) - Parrain : Amiral Forissier
- Promotion Officier des équipages de 2e classe Ernest Souben (2014-2015) - Parrain : Charles Claden
- Promotion Second Maître Corneille Marie Bayon (2015-2016) - Marraine : Léone-Noëlle Meyer
- Promotion Maître Joseph-Marie Avril (2016-2017) - Parrain : Patrice Franceschi
- Promotion Second maître Louis Goulard (2017-2018) - Parrain : Thierry Marx
- Promotion Officier des équipages Jean-Marie Abaziou (2018-2019) - Parrain : Abdel Aïssou
- Promotion Premier maître Joseph-Fichou (2019-2020) - Parrain : Jean-Louis Étienne
- Promotion Quartier-maître Jean Morel (2020-2021) - Marraine : Irène Frachon
- Promotion Contre-amiral Jean-Bernard Cerutti (2021-2022) - Parrain : Kevin Escoffier[2]
- Promotion Quartier-maître Emile Carre  (2022-2023) - Parrain : Marine Barnerias
- Promotion Officier technicien de 1re classe François Falhun (2023-2024) : Parrain : Philippe Croizon
- Promotion Quartier-maître de première classe fusilier-marin Michel Cosso (2024-2025) : Parrain : Jean-Yves Le Drian

## Commandement
- 1888-1890 : Théodore Edmond Dupuis
- Réouverture de l'école : Capitaine de frégate Yves Cappellesso : 07/2009 [ancien élève de l'École des mousses et de l'École de maistrance, ancien directeur de l'école de maistrance en 2004]
- Capitaine de frégate Thomas Sécher : 07/2016 - 08/2018 [ancien élève de l'École de maistrance 1992]
- Capitaine de frégate Emmanuel Rouve : 08/2018 - 07/2020 [ancien élève de l’École des mousses 1987]
- Capitaine de frégate Éric Brothé : 07/2020 [ancien matelot infirmier] - 07/2022
- Capitaine de frégate David Godefroy : 07/2022 - en cours
  - Directeur adjoint : Capitaine de corvette Schmitt [Commando Marine] 2024-en cours

## Comment postuler
Pour postuler, il faut être un(e) jeune Français(e) âgé de 16 à 18 ans, volontaire pour s'engager dans la marine nationale.
Pour faire acte de candidature, il convient de s'adresser au Centre d'information et de recrutement des forces armées (CIRFA) le plus proche de son domicile. On en trouve la liste sur le site lamarinerecrute.fr.

### Contrat et statut
Les candidats retenus rallient le site de Brest.
À leur arrivée, ils passent une visite médicale qui complète celle qu'ils ont déjà réalisée lors de leur parcours de recrutement, puis ils signent un contrat d'engagement.
Par ce contrat, ils s'engagent à suivre la formation de l'École des mousses pendant 10 mois, puis à souscrire, en cas de réussite à la formation, un contrat de quatre ans comme quartier maître de la flotte dans la marine nationale. Ils ont dès lors un statut de militaire, reçoivent une solde et portent l'uniforme. Avant 2008, les matelots pouvaient s'engager pour une durée courte via un engagement initial de courte durée (EICD, trois ans), ou pour une durée longue via un engagement initial de longue durée (EILD, dix ans).